# 鈴木善貴
鈴木 善貴（すずき よしたか、1980年11月20日 - ）は、日本の元テレビプロデューサー・テレビディレクター・演出家。フジテレビジョン元編成総局バラエティ制作局バラエティ制作センターバラエティ制作部企画担当部長。『ホンマでっか!?TV』『さんまのお笑い向上委員会』『アウト×デラックス』『ぽかぽか』を手掛けた。岐阜県大垣市出身。同志社大学経済学部卒業。

## 略歴
岐阜県大垣市出身。大垣北高等学校、同志社大学経済学部卒業後、2003年フジテレビジョン入社。
入社後、初めて携わった番組は『トリビアの泉』。チーフADを務めていた『お台場明石城』では、先輩ディレクターが提案した企画に首をかしげていたところを明石家さんまに見られてしまい、それから番組で毎週のようにプレゼンすることになった。後にさんまが司会を務める『ホンマでっか!?TV』や『さんまのお笑い向上委員会』で演出を担当することになる。
『アイドリング!!!』では2006年の番組開始当初はかつて『トリビアの泉』の演出を務めていた塩谷亮の元でディレクター、のち塩谷の後任として2008年には総合演出を務めた。『笑っていいとも!』では2013年から番組終了の2014年までディレクターを務めていたが、その時のプロデューサー・総合演出は塩谷であった。
2011年には深夜のスペシャル番組として始まった『アウト×デラックス』は2013年よりレギュラー化。演出のみならず、編集やテロップ入れも自ら行う。
2023年社長に就任したばかりの港浩一から「よし、善貴。お前に1月からの昼の番組を命じる」とトップ辞令がくだり、『ぽかぽか』をスタートさせる。
特技は水泳、社内の水泳サークル「チームフジ」のキャプテンを務める。
2024年6月まで編成制作局制作センター第二制作室所属だった。
2025年6月23日、オンラインカジノ利用による常習賭博の疑いで警視庁に逮捕された。2024年9月下旬～2025年5月中旬ごろ、スマートフォンからオンラインカジノサイト「エルドアカジノ」にアクセスし、バカラ賭博などをしており、1億円を入金し、収支はマイナス2400万円だったという。フジテレビの調査にも虚偽の説明をし、処分を受けた後も賭博を続けていた。2025年7月2日付でフジテレビを懲戒解雇され、同月11日に常習賭博罪で東京地検に起訴された。

## フジテレビ時代の担当番組
制作統括
- ぽかぽか（以前は総合演出）
- ネプリーグ

企画統括
- ハチミツ!!

制作
- FNS27時間テレビ 日本一たのしい学園祭!

演出
- アイドリング!!!
- キャンパスナイトフジ
- アウト×デラックス[11][12]
- さんまのお笑い向上委員会[13]
- ドSトレーニング

ディレクター
- ホンマでっか!?TV（以前はディレクター→演出→総合演出）[14]
- フジ算
- ヤマサキパン
- マツコの秘密の休日
- しあわせの素
- あたらしあらし - 二宮和也とのコンビでテーマは「コント」
- 森田一義アワー 笑っていいとも!（水曜担当）
- ミレニアムズ
- ビートたけしのオワラボ
- ゴリエと申します。